# 1589
Évszázadok: 15. század – 16. század – 17. század
Évtizedek: 1530-as évek – 1540-es évek – 1550-es évek – 1560-as évek – 1570-es évek – 1580-as évek – 1590-es évek – 1600-as évek – 1610-es évek – 1620-as évek – 1630-as évek
Évek: 1584 – 1585 – 1586 – 1587 –  1588 – 1589 – 1590 – 1591 – 1592 – 1593 – 1594

## Az év témái
- április – III. Henrik francia király szövetséget köt Navarrai Henrikkel, hogy visszafoglalja Párizst.[1]
- augusztus 2. – Jacques Clément domonkosrendi szerzetes megöli III. Henrik francia királyt.[1]

### 1589 az irodalomban
- - Balassi Bálint megírja a Végek dicsérete című versét.

## Születések
- április 17. – Martin Zeiller protestáns német topográfus, polihisztor († 1661)
- augusztus 15. – Báthory Gábor erdélyi fejedelem († 1613)

## Halálozások
- január 5. – Medici Katalin francia királyné (* 1519)
- január 7. – Ghiczy János erdélyi kormányzó
- február 22. – Dudith András a humanizmus fénykorának polihisztor tudósa, reneszánsz magyar irodalom alkotója, pécsi püspök és császári-királyi tanácsos (* 1533)
- augusztus 2. – III. Henrik francia király[1] (* 1551)
- augusztus 31. – Jurij Dalmatin szlovén író, a Biblia fordítója (* 1547)